# Serra do Mar
Serra do Mar är en bergskedja i Brasilien.   Den ligger i delstaten Rio de Janeiro, i den sydöstra delen av landet, 900 km sydost om huvudstaden Brasília.
I omgivningarna runt Serra do Mar växer i huvudsak städsegrön lövskog. Runt Serra do Mar är det glesbefolkat, med 17 invånare per kvadratkilometer.